# México nos Jogos Olímpicos de Inverno de 2002
O México participou dos Jogos Olímpicos de Inverno de 2002 em Salt Lake City, nos Estados Unidos. O país estreou nos Jogos em 1928 e em Salt Lake City fez sua 6ª apresentação, sem conquistar nenhuma medalha.